# Yanamarey
Yanamarey es una montaña del Perú con una altitud máxima de 4809 m s.n.m. Está situada en la Cordillera Blanca en el distrito de Ticapampa, provincia de Recuay en la región Áncash. La montaña se encuentra en el Parque nacional Huascarán. El glaciar de Yanamarey sufre el deshielo reportado desde la década de 1970.